# Todtenweis
Todtenweis település Németországban, azon belül Bajorországban. Lakosainak száma 1479 fő (2023. december 31.).

## Népesség
A település népessége az elmúlt években az alábbi módon változott:
| Lakosok száma | 426  | 483  | 843  | 1187 | 1340 | 1357 | 1355 | 1389 | 1454 | 1479 |
|               | 1864 | 1925 | 1970 | 1987 | 2012 | 2013 | 2015 | 2017 | 2021 | 2023 |